# Vanina Ickx
Vanina Ickx (Bruselas, Bélgica; 16 de febrero de 1975) es una piloto de automovilismo belga.

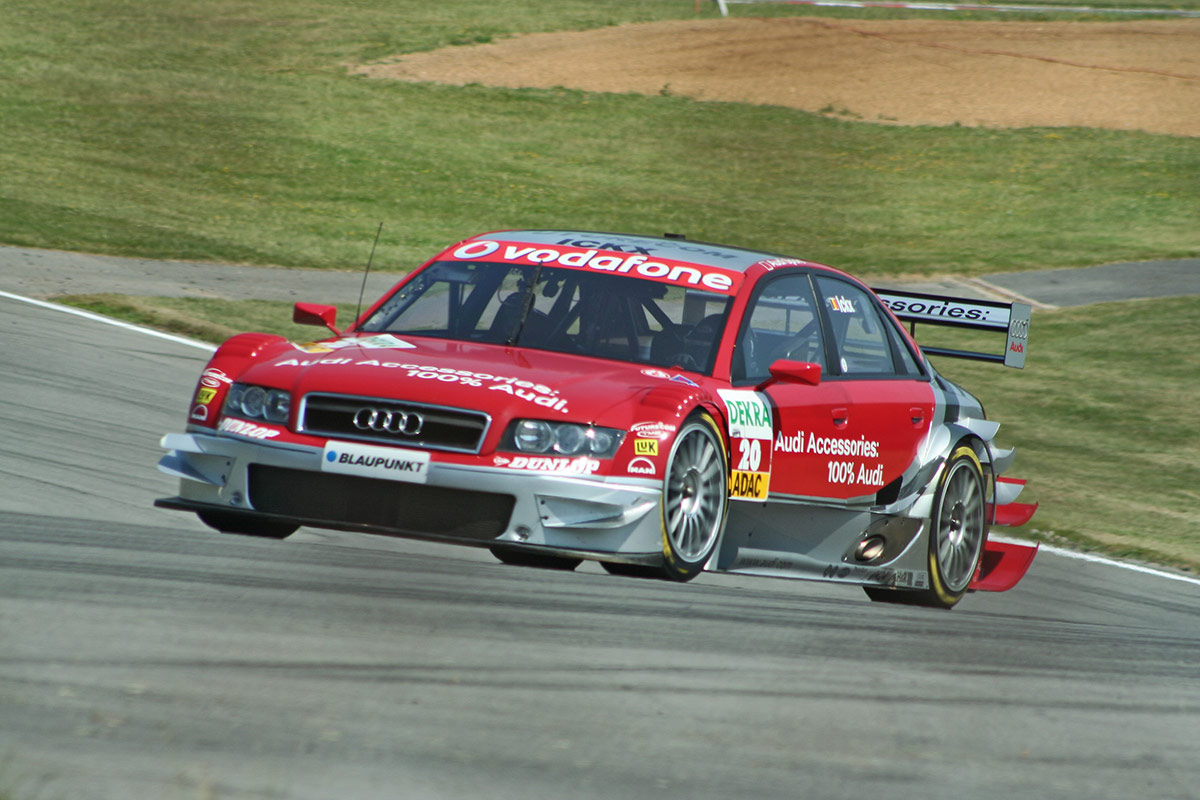
Audi A4 manejado por Vanina Ickx en el Deutsche Tourenwagen Masters 2006.

## Carrera
Ickx nació en Bruselas el 16 de febrero de 1975. Es hija del expiloto de Fórmula 1 Jacky Ickx y su primera esposa, Catherine. Ickx comenzó a competir a una edad relativamente tardía, ingresando a la BMW Compact Cup en 1996, junto con el participante más exitoso de la competición, Stéphane De Groodt. En 1997 obtuvo su propio auto de carreras de la copa, antes de pasar a la Procar Belga en 1998, que cumplía con las regulaciones de Super Production. Compartió un BMW 320i con Sylvie Delcour. En 1998 Ickx pasó al equipo Renault, acompañado por el francés Franck Lagorce. Obtuvo su primer podio ese año, pero en el lado negativo, cuando compartía un automóvil con su padre Jacky, se estrelló fuera en las 24 Horas de Spa,  Siguió siendo parte del equipo 1999. En 2000, siguió con Renault, lo que resultó en un tercer puesto general, el más alto de su carrera, en las 24 Horas de Spa de ese año. Ese mismo año también conseguiría su primera victoria en la Ferrari Challenge.
Después de haber participado en dos eventos de Rally raid el año anterior, Ickx participó en el Rally Dakar por primera vez en 2000, copilotando con su padre. Desde entonces, ha participado en la redada dos veces más, la última vez en 2002.
En 2001, probó suerte en las carreras de monoplazas por primera vez, participando en el Campeonato Nacional U.S. F2000. El resto del año lo llenó de apariciones especiales en carreras en Europa: las 24 Horas de Le Mans, la Copa Toyota Yaris de Bélgica, la Porsche Supercup y las 24 Horas de Spa. Con la excepción de la Fórmula 2000 y las 24 Horas de Le Mans, el calendario de carreras de Ickx en 2002 fue bastante similar al que tuvo en 2001.
Sus estudios exigían más de su tiempo a medida que se acercaba a la graduación, 2003 resultó ser un año bastante tranquilo con la participación en Le Mans, Spa-Francorchamps, Ferrari Challenge y una participación como invitada en la Eurocopa de Fórmula Renault V6 en Estoril.
En 2004 volvió a tener un programa de tiempo completo, esta vez en el campeonato Belcar. La campaña de Belcar resultó exitosa ya que el año terminó con Ickx llevándose a casa el Trofeo de Damas. Obtuvo otra victoria en la Ferrari Challenge, mientras terminaba en el podio en el Rally Raid de Oman y la ronda de Monza del campeonato de Fórmula X de corta duración. Obtuvo una victoria de clase en las 24 Horas de Spa e hizo una aparición especial en la Porsche Super Cup en Spa-Francorchamps.
2005 vio a Ickx continuar en el campeonato Belcar, compitiendo con el mismo MINI Cooper que hizo el año anterior, y obtuvo su primera victoria de clase en la división Tourisme. Al mismo tiempo, habiendo hecho su debut en Le Mans Endurance Series el año anterior en la clase GT, ingresó a la clase LMP1 al terminar tercera tres veces seguidas, conduciendo el Dallara SP1 del equipo Rollcentre Racing. Obtuvo otra victoria en su clase en la ronda de China del Campeonato FIA GT, compitiendo con un Gillet Vertigo de fabricación belga en la clase de invitación.
Ickx fue contratada por Audi para competir en el Deutsche Tourenwagen Masters en 2006 y 2007, pero fue reemplazada por Katherine Legge en 2008.
En octubre de 2011 participó en el World Solar Challenge para Umicore Solar Team, y en la Copa Intercontinental Le Mans.
Fue la primera piloto en ponerse al volante del Citroën Survolt (un prototipo de coche de carreras eléctrico) en Le Mans el 12 de julio de 2010.
Vanina vive con su novio Benjamin de Broqueville en Wiesbaden. Juntos, tienen un hijo llamado Ado que nació en abril de 2013.

## Resultados

### 24 Horas de Le Mans
| Año     | Escudería                          | Copilotos                            | Automóvil                | Clase | Vueltas | Pos. | Pos. Clase |
| ------- | ---------------------------------- | ------------------------------------ | ------------------------ | ----- | ------- | ---- | ---------- |
| 2001    | Paul Belmondo Racing               | Vincent Vosse Carl Rosenblad         | Chrysler Viper GTS-R     | GTS   | 61      | DNF  | DNF        |
| 2003    | T2M Motorsports                    | Roland Bervillé Patrick Bourdais     | Porsche 911 GT3-RS       | GT    | 264     | 27.ª | 9.ª        |
| 2005    | Rollcentre Racing                  | João Barbosa Martin Short            | Dallara SP1-Judd         | LMP1  | 318     | 16.ª | 8.ª        |
| 2008    | Rollcentre Racing                  | João Barbosa Stéphan Grégoire        | Pescarolo 01-Judd        | LMP1  | 352     | 11.ª | 10.ª       |
| 2009    | Creation Autosportif               | Jamie Campbell-Walter Romain Ianetta | Creation CA07-Judd       | LMP1  | 319     | 24.ª | 15.ª       |
| 2010    | Signature-Plus                     | Franck Mailleux Pierre Ragues        | Lola-Aston Martin B09/60 | LMP1  | 302     | DNF  | DNF        |
| 2011    | Kronos Racing Marc VDS Racing Team | Bas Leinders Maxime Martin           | Lola-Aston Martin B09/60 | LMP1  | 328     | 7.ª  | 7.ª        |
| Fuente: |                                    |                                      |                          |       |         |      |            |

### Deutsche Tourenwagen Masters
(Clave) (negrita indica pole position) (cursiva indica vuelta rápida)

| Año     | Escudería     | Automóvil        | 1      | 2       | 3      | 4       | 5       | 6       | 7       | 8       | 9      | 10     | Pos. | Puntos |
| ------- | ------------- | ---------------- | ------ | ------- | ------ | ------- | ------- | ------- | ------- | ------- | ------ | ------ | ---- | ------ |
| 2006    | Futurecom TME | Audi A4 DTM 2004 | HOC 15 | LAU 16  | OSC 18 | BRH Ret | NOR 13  | NÜR 18  | ZAN Ret | CAT Ret | BUG 16 | HOC 11 | 19.ª | 0      |
| 2007    | Futurecom TME | Audi A4 DTM 2005 | HOC 15 | OSC Ret | LAU 15 | BRH 17  | NOR Ret | MUG Ret | ZAN Ret | NÜR 19  | CAT 13 | HOC 18 | 21.ª | 0      |
| Fuente: |               |                  |        |         |        |         |         |         |         |         |        |        |      |        |

### Rally Dakar
| Año                           | Categoría                   | Vehículo                    | Copiloto                    | Posición                    | Etapas                      |
| Participaciones como piloto   | Participaciones como piloto | Participaciones como piloto | Participaciones como piloto | Participaciones como piloto | Participaciones como piloto |
| ----------------------------- | --------------------------- | --------------------------- | --------------------------- | --------------------------- | --------------------------- |
| 2001                          | Coches                      | Toyota                      | Michel Van den Broeck       | 38.º                        | -                           |
| 2002                          | Coches                      | Toyota                      | Patrick Lardeau             | 28.º                        | -                           |
| Participaciones como copiloto |                             |                             |                             |                             |                             |
| 1997                          | Coches                      | Toyota                      | Jacky Ickx                  | Ret.                        | -                           |
| 2000                          | Coches                      | Toyota                      | Jacky Ickx                  | 18.º                        | -                           |
| Fuente:                       |                             |                             |                             |                             |                             |